# Pierette Cornelie Bolle
Piérette Cornelie Bolle (1893 - 1945) fue una botánica, y micóloga neerlandesa.

## Algunas publicaciones

### Libros
- 1936. Rietziekten in Australië: reisverslag. 52 pp.
- 1935. Rapport van een studiereis naar Australië, augustus-september 1935 (Informe de un viaje de estudios a Australia, agosto-septiembre 1935). 27 pp.
- 1924. Die durch Schwärzepilze (Phaeodictyae) erzeugten pflanzenkrankheiten ... (Información generada por el hongo negro (Phaeodictyae) de enfermedades de las plantas ...). Ed. N. v. Lithotyp. 77 pp.